# Blaze (canal de televisão)
Blaze é um canal de televisão aberto de propriedade da A&E Networks UK, uma joint venture entre a A&E Networks e o Sky Group, enquanto na Espanha e em Portugal foi de propriedade e administrado pelo The History Channel, na época joint venture entre A+E Networks pela AMC Networks. A programação do canal é composta por uma seleção dos melhores programas da A&E.

## História
Blaze foi o primeiro canal lançado no Reino Unido pela A&E Networks que não utilizou a marca de um dos canais da empresa nos Estados Unidos. A abreviatura "A&E" é comumente usada como abreviação para o Departamento de Emergência no Reino Unido, então a empresa decidiu não usar essa marca para o canal.
Em 22 de março de 2017, a A+E Networks Italy lançou sua versão do canal na Sky Itália. Na Espanha e em Portugal, Blaze substituiu o canal A&E em 18 de abril de 2018.
Em 2017, Blaze encomendou seu primeiro programa original, Flipping Bangers. O programa estreou em 6 de abril de 2018 como parte do bloco de programação Car Night.
Elena Anniballi foi nomeada diretora da Blaze em abril de 2017. Em fevereiro de 2019, a A&E Networks nomeou Dan Korn como chefe da Blaze.
Em 19 de abril de 2022, o canal foi substituído pelo AMC Break na Espanha e em Portugal, depois da aquisição das ações da A+E Networks pela AMC Networks na The History Channel.